# Akiko.N
Akiko.Nは、日本のソングライター。

## 楽曲提供
- 元気ロケッツ
  - 「Curiosity」2011年6月29日(共作曲)
    - （アルバム「GENKI ROCKETS II -No border between us-」収録曲02、Sony Records、SRCL-7720[1][2]）

- 夢みるアドレセンス
  - 「証明ティンエイジャー」2014年9月9日(作詞)
    - （シングル、Project TK、ADCD-0014[3]）

  - 「ステルス部会25:00」2014年11月26日(作詞)
    - （アルバム「第一思春期。」収録曲02、Project TK、ADCD-0021[4]）

- fumika
  - 「10000回のありがとう」2015年1月28日(共作詞)
    - （アルバム「POWER OF VOICE」収録曲07、よしもとミュージック、YRCN-95244[5]）

  - 「akari」2015年11月11日(共作詞)
    - （シングル「Story/akari」収録曲02、よしもとミュージック、YRCN-90250[6]）

- Faint⋆Star
  - 「Boyfriend -A.S.A.P-」 2015年7月7日 (作詞)
    - （アルバム「PL4E」収録曲03、Faint Star Tokyo、FST-005[7]）

- 安田レイ
  - 「Tweedia」2015年7月15日 (共作詞)
    - （映画『ポケモン・ザ・ムービーXY 光輪の超魔神 フーパ』主題歌、SME Records、SECL-1729[8][9]）

  - 「1AM」2015年11月11日 (作詞)
    - （TBSドラマ「結婚式の前日に」主題歌「あしたいろ」C/W曲、SME Records、SECL-1798[10][11]）

  - 「Classy」2016年11月14日(共作詞)
    - （デジタル配信[12]、アルバム「Re:I」収録曲09[13]、SME Records、SECL-2548[14]）

- ミライスカート
  - 「パッセンジャー」2020年10月11日(共作詞)
    - （アルバム「C3Tones」収録曲07、aoilocofesta、ALFM-0001[15]）